# ۴٬۴-دی کلروبنزوفنون
۴،۴-دی کلروبنزوفنون (به انگلیسی: 4,4'-Dichlorobenzophenone) با فرمول شیمیایی C۱۳H۸Cl۲O یک ترکیب شیمیایی است. که جرم مولی آن ۲۵۱٫۱۱ g/mol می‌باشد. 